# Poicephalus senegalus
El lorito senegalés (Poicephalus senegalus) es una especie de ave psitaciforme de la familia Psittacidae endémica de África. Es la especie más abundante dentro del género Poicephalus.
Con un tamaño de aproximadamente 25 cm de altura es un loro bastante codiciado como mascota.

## Área de distribución
El lorito senegalés se localiza en toda la zona de África occidental, encontrándose principalmente en Senegal, República de Guinea y Malí. Se extienden desde el Senegal hasta norte de Camerún, suroeste de Chad y sudoeste de Nigeria.Debido a las exportaciones incontroladas ha acaecido un descenso de población en los países que habita.

## Exportaciones
Incluido en el apéndice II en 1981, y contenida en la lista Roja de Especies Amenazadas de la UICN en 2004 como menor preocupación, el you you se convierte en un loro del género Poicephalus que más exportaciones ha sufrido a través de los años.Entre 1994 y 2003 se exportaron de toda África más de 410.000 ejemplares, de los cuales Senegal exportó unos 174.000 entre estas fechas, con lo cual se puede considerar una posible preocupación. No obstante también existen otros países donde existe riesgo de una pérdida considerable de la población:
- Guinea  exportó en las fechas comprendidas entre 1994 y 2003 unos 164.817 loros you you.
- Malí exportó en las fechas comprendidas entre 1994 y 2003 unos 60.742 loros you you
- Senegal exportó en las fechas comprendidas entre 1994 y 2003 unos 173.794 loros you you.
- Liberia no se considera área de difusión, empero se sabe que entre 1999 y 2003 se exportaron unas 4.860 loros you you, convirtiéndose así en el cuarto país con más exportaciones realizadas de África.

## Hábitat
Comprende una extensión de unos 2.500.000 km² en las zonas más boscosas y húmedas del África occidental. El loro del Senegal (Poicephalus Senegalus) habita principalmente en las sabanas arboladas, encontrándose así en árboles como la Adansonia digitata o el Parkia filicoides.Su alimentación en estado salvaje se basa primordialmente de semillas, frutas e higos.Se suelen ver en grupos de 10 a 25 individuos, solos o en parejas cerca de los cultivos de maíz, cacahuete y mijo, lo que es considerado como una plaga para los agricultores de la zona.Anidan en troncos secos y huecos.

## Descripción
Poicephalus senegalus mide unos 25 cm de altura desde la cabeza hasta la cola y pesa en edad adulta unos 130 - 150 gramos.Su color verde es predominante en toda la parte del lomo con variaciones de la tonalidad del verde en obispillo, coberteras, muslos y parte superior del pecho.La cabeza es de un color grisáceo más oscura en la parte superior y más clara en la parte inferior de la cabeza rozando el cuello. En la parte del abdomen y zona inferior del abdomen el color es amarillo.El pico es de color grisáceo mientras que las patas son rosadas y grises.

## Dimorfismo sexual y cría
Entre la hembra y el macho no existe un dimorfismo sexual claro, si bien, se han dado casos en el que son reconocibles por el pico más pequeño en las hembras.El único método fiable para reconocer si un loro del Senegal es macho o hembra es por mediación de sexaje por ADN o endoscopia (mediante cirugía).Las hembras son maduras sexualmente a los 2 años mientras que los macho tardan otro año más en alcanzar la madurez sexual, pero esperan unos 4 años desde que nacen en poner huevos fértiles.La hembra pone de 2 a 3 huevos en unos 4 o 6 días. Después la hembra los empolla mientras el macho se encarga de alimentarla durante 25 – 28 días hasta la eclosión.A partir de los 45 días de edad ya comienzan a salir del nido.

## Subespecies
- Poicephalus s. senegalus: es especie nominal.
- Poicephalus s. versteri: esta subespecie se diferencia de la nominal por tener un color rojizo en el vientre en vez de amarillo. Se encuentra en Ghana, Nigeria y Costa de Marfil.
- Poicephalus s. mesotypus: la subespecie de mesotypus es distinta por la extensión del verde por el cuerpo y por tener un abdomen más anaranjado. Se distribuye en Camerún, Nigeria y Chad.

## Características como mascotas
El lorito senegalés es, después del yaco (Psittacus erithacus), el loro africano más comercializado y criado en cautividad. Puede llegar a decir frases enteras y a silbar canciones. Gracias a su tamaño se le considera una mascota tranquila y muy manejable cuando es criado a mano (papillero). No son ruidosos y crean un vínculo muy afectivo con los miembros de la familia.